# Илија Спасојевић
Илија Спасојевић (Мељак, 1922 — Београд, 1998) био је познати српски композитор и хармоникаш.

## Биографија
Рођен у селу Мељак, општина Барајево, Београд 1922. године, а умро 1998. године у Београду.
Иако је Илија као дечак практично побегао у Београд да се бави музиком, родно место и Шумадија су увек били у његовом стваралаштву и музицирању. Његов начин компоновања и музицирања је у народу често називан „Липовачки стил“ , назван по Липовачкој шуми која окружује Београд са шумадијске стране-стране Београда одакле је Илија Спасојевић, његов млађи брат Милија Спасојевић, такође хармоникаш и композитор. Будимир Буца Јовановић, чија је рођена сестра била удата за Илију Спасојевића, такође је био врсни хармоникаш и композитор.
Илија је практично био самоук свирач. Као старији брат први је „пробио лед“ почећи да свира хармонику. Музика је негована у породици Спасојевић, отац Милан је био познат као врстан играч у колу, што се у оно време ценило, па је често позиван у друга села да буде коловођа, а мајка Јелица је свирала фрулу. Прву хармонику („дијатонка“) је добио још као дечак од брата од стрице Иве, официра у српској војсци. Врло брзо је савладао технику свирања и постао атракција, па је одлучио да се отисне у град, иако још дечак. Као и у свом селу, тако је и широм ондашњих београдских кафана био атракција. За време окупације, крајем 1941. године је био практично први званичан заједнички наступ Илије и Милије - на Коларцу су уз Љубинку Бобић, Бранку Веселиновић и Милана Срдоча забављали Београђане у мутним временима емисијом „Весело вече“.
Након ослобођења Београда полако оживљав омиљено српско састајалиште - кафана. Илија Спасојевић је у тим послератним годинама градио изнова београдски дух, заједно са другим врсним музичарима, а и својим братом, Милијом Спасојевићем . У кафани „Нови Београд“ која се налазила више Славије (најпопуларније састајалиште пре и непосредно после II светског рата) обнавља некадашњи предратни програм организујући „Ревију певача и свирача-солиста радио Београда“. Неке од учесника су: Радмила Димић, Анђелија Милић, Вука Шехеровић, Никола Колаковић, Павле Стефановић, Предраг Гојковић Цуне, хармоникаши Аца Степић и Будимир Буца Јовановић и многи други познати музичари тога доба. Остала је анегдота из тога доба да су музичари из других кафана долазили у „Нови Београд“ после посла да би слушали Илијино „чисто“ музицирање. У то доба постају популарни дуети, па Илија често свира са братом Милијом. После Милијиног одласка у Америку, Илија је често свирао са Буцом Јовановићем по кафанама. Колико је Илија волео кафану и контакт са публиком, остало је забележено у још једној анегдоти - Властимир Павловић Царевац је једном дошао да га слуша у кафани „Домовина“ на Булевару (у тој кафани је само за време док је Илија радио ту било музике) и понудио му да буде члан Народног оркестра радио Београда. Илија је то одбио, јер је у том тренутку свирање у том оркестру било неспојиво са радом у кафани. До пензионисања Илија је са својим ансамблом провео радни век у следећим београдским кафанама: „Стриц“, „Липов лад“, „Лондон“, „Империјал“, „Гранд“, „Стамбол капија“ и многим другим.
Треба напоменути да су и Илија и Милија од 1946. започели ангажмане са Радио Београдом, учествујући у тзв. живим получасовним емисијама уз Миодрага Тодоровића Крњевца, Даницу Обренић, Вулета Јефтића и многе друге. Остали су обојица стални чланови Радио Београда где и данас постоје у фонотеци сачувани њихови снимци.
Илија Спасојевић је сарађивао са многим познатим извођачима Југославије од којих су неки :
Мира Васиљевић (албум „Живот пише успомене“), Раде Петровић („Куд се журиш, хеј, животе“, „Пастирица“, „Таква је судбина“, „Ој младости, што не трајеш дуже“, „Спавај мајко, и не чекај сина“), Гвозден Радичевић („Ја одлазим у армију“), Силвана Арменулић (албум из 1966. године), Лепа Лукић („Не могу срце да лажем“), Трајан Тодоровић („Дођи сине, мајка зове“), Бора Дрљача („Нас двоје смо срећни“, „Слику твоју на грудима држим“), Џевад Ибрахимовић („Иди ја те молим“), Аземина Грбић („Желела бих ћерку или сина“, „Због растанка не тугуј“), Зоран Калезић („Има неко ко мисли на тебе“), Анђелка Говедаровић („Другарице, утеши ми мајку“), Мерса Миљковић и многи други.
Пензионисао се почетком осамдесетих година и живео мирно у Београду до 1998. године.